# 謝曉星
謝曉星（1950年12月8日—）是中華民國出生台灣新竹市出生的機械工程學者、政治人物，美國俄亥俄州立大學機械工程博士。曾任行政院原子能委員會主任委員、國立中山大學機械與機電工程學系教授、教育部終生榮譽國家講座主持人。因原能會任內性騷擾案在2023年遭行政院免職及被監察院彈劾。

## 研究專長
主要研究專長為實驗（計算）熱流學、熱傳增強在工程上的應用，以及微尺寸熱傳與微流體力學。目前主要研究工作重點放在能源科技如微型PEM/DM燃料電池組設計，製作與測試及噴霧冷卻在電子零件及LED散熱等方面的應用。至於熱流基礎方面則著重於奈米流道親/疏水性近壁速度及溫度場量測及電流與電壓在生物傳導上的應用等。

## 軼事
謝曉星的座右銘為「With God, everything is possible.」，是改編自俄亥俄州的座右銘「With God, all things are possible.」。

## 性騷擾事件
2022年11月，謝曉星擔任原能會主委期間被媒體爆料，言語性騷、肢體碰觸女下屬，利用上班時間帶女下屬搭公務車到咖啡廳視訊兼課。行政院也因此事成立專案調查小組，監委也申請自動調查。對此謝曉星在接受立委王婉諭質詢時說，「主委可以自行停職，不需要政院出手」，結果謝曉星竟回覆，他已詢問過（疑似被騷擾的）同仁要不要離開。
2023年1月，謝曉星對女性部屬言行疑似涉性騷擾一事，行政院組成專案小組進行調查，認定謝曉星對女性部屬言行構成性別歧視及敵意工作環境性別騷擾，行政院長蘇貞昌以謝曉星違反性平不當言行，影響公部門聲譽，不適任主委職務為由，予以免職。
同年7月，監察院調查結果顯示，謝曉星涉及性騷擾及霸凌等多項違失，以13比0的票數全數通過彈劾，將謝移送懲戒法院審理，並糾正原能會。
謝曉星主張行政院的調查報告無效、提起行政訴訟，在2025年5月被行政法院裁定駁回。

## 外部連結
- 國立中山大學機械與機電工程學系謝曉星教授網頁 （页面存档备份，存于）
- (微)熱傳增強研究室（页面存档备份，存于）

| 中華民國政府職務 | 中華民國政府職務                                               | 中華民國政府職務 |
| ---------------- | -------------------------------------------------------------- | ---------------- |
| 行政院           |                                                                |                  |
| 前任： 周源卿    | 行政院原子能委員會主任委員 第15任 2016年5月20日－2023年1月11日 | 繼任： 張靜文    |